# Leithe (Essen)
Leithe ist ein östlicher Stadtteil der Stadt Essen. Er grenzt im Nordwesten an Essen-Kray, im Osten an Bochum-Wattenscheid, im Südosten an Essen-Freisenbruch und im Südwesten an Essen-Steele. Im Gegensatz dazu gehört heute der früher als Westfälisch Leithe bezeichnete Ort zu Bochum.

## Geschichte

### Zeit der Römer
Nach der Vertreibung der Sugambrer lebten im Gebiet von Leithe noch die Marser, die die Göttin Tanfana, deren Heiligtum auf dem Stoppenberg vermutet wird, verehrten. Aber auch mit den Marsern wurden die Römer nicht glücklich, hatten diese doch an der Varusschlacht teilgenommen. Bei darauf anschließendem Rachefeldzug der Römer unter Germanicus im Jahr 14 wurden die Marser, die ihrer Göttin Tanfana laut Tacitus in alkoholisiertem Zustand huldigten, vernichtet. Vermutlich zogen Überlebende der geschlagenen Marser aus ihrem Siedlungsgebiet zwischen Ruhr und Lippe in entferntere Gegenden. Die heutigen Ortschaften Marsberg, Obermarsberg und Volkmarsen und Marsdorf auf dem Gebiet von Köln außerhalb des vorherigen Siedlungsgebiets, erinnern an die Marser. Andere Marser blieben vermutlich ansässig, denn man muss den Bericht der vollständigen Vernichtung der Feinde durch Germanicus bei Tacitus nicht für bare Münze nehmen. Er war zum Ruhme des Germanicus gedacht. Tatsächlich mussten sich die Römer hinter den Rhein zurückziehen und es gelang ihnen nicht, die linksrheinischen Germanenstämme zu unterwerfen.
Bis zur karolingischen Eroberung gehörte Leithe dann vermutlich, wie das benachbarte Bochum, zum Brukterergau. Das im Brukterergau herrschende Recht ist unten beschrieben.

### Zur Zeit der Karolinger
Bis etwa 900 führte der Hellweg durch Leither Gebiet. Er verlief damals am Oberhof Eickenscheidt vorbei durch Leithe in der Nähe der Fünf Höfe. Hier erinnert noch die Straße Im Helf an diese ehemalige Nutzung. Helf von Hellwegshof für Helfshof ist heute auf Bochumer Gebiet. Dieser Hellwegshof ist im Verzeichnis der Essener Landmatrikel von 1668, also mehr als 700 Jahre später, noch als ein 22 Morgen großer Kotten erwähnt. Er besteht noch heute und wird als Heimatmuseum genutzt. Von Sevinghausen ging es dann über Stalleicken in Richtung Dortmund.
Der alte Hellweg war die Strecke, auf der Karl der Große 774 zum Kampf gegen die Sachsen zog. Nachdem eine neue Königspfalz und Haus Horst in Vogelsang angelegt worden war, konnte man dann den kürzeren Weg über Königssteele und Steele nehmen, der durch diese Maßnahmen sicherer geworden war.
Beide Wege sind lange nebeneinander benutzt worden und in der Güßfelder Karte von 1776 eingezeichnet.
Unter den Karolingern wurde Leithe Missionsgebiet des Erzbistums Köln. Die Bewohner wurden gezwungen den katholischen Glauben anzunehmen und Abgaben an die Kirche zu zahlen. Unwilligen drohte Tod oder Verkauf in die Sklaverei. Ein Leither Hof, vermutlich der Schultenhof Herveling wird dabei an das Kloster Deutz tributpflichtig. 1158 wird ein Dietrich von der Liethen als Lehnsmann des Klosters Deutz erwähnt. Erstmals wird Leithe 1019 erwähnt. Nach dem Schultenhof zum Alten Grimberg, dessen Gebäude heute auf Schonnebecker Gebiet liegen, nennen sich die Ritter von Grimberg.

### Bauerschaft Leithe im Kirchspiel Steele
1668 gehörten zur Bauerschaft Leithe die Familien Schulte zu Brüningh, Dieterich Strahmann, Wilhelm Tymann, Rudolf Klüfer, Johann Meesenhoel, Henrich Schulte zum Alten Grimberg, Hermann Schulte Dülmann, Schulte Herveling, Effert Rütter, Wittib Reicks, Johann Kohlleppel, Dietherich Köllmanns, Henrich Schäper, Peter Klumbeck, Johann Schulte-Ising.
Auffallend ist der Namenszusatz Schulte. Er wird in dem Weblink unten erklärt.
Der größte Hof war der Isinger Hof, dessen Fläche mit 210 Morgen angegeben war. Nach ihm trug das Isinger Tor in Steele seinen Namen. Am Isinger Tor, da wo sich jetzt der Parkplatz am Isinger Tor befindet, wurde am 14. September 1883 die Steeler Synagoge der 183 im Kirchspiel Steele ansässigen Juden eingeweiht. Dort befand sich auch die jüdische Volksschule.
Die Geschichte des Schulte Brüning Hofes als ehemaliger Lehnshof der Abtei Deutz kann bis 1327 zurückverfolgt werden. Er lag an der westlichen Grenze der Bauerschaft Leithe.
Leithe grenzt an den Ort Zu den Fünf Höfen bestehend aus Schaepershof, Köllmannshof, Kohlleppel, Reickshof und der Rommberghof. In der Nähe der Rodenseelstraße liegen an dem Weg ‚Im Helf‘ der Köllmanns- und der Schaepershof. Der Kohlleppelhof musste wegen Bergschäden abgerissen werden. Eine Köllmannstraße führt heute von der Krayer Straße zum Südpark Kray.
Zum Mesenhohl kommt man über die Ottostraße. Auf dem Mesenhohl beginnt der Leither Bach, der früher die Grenze des Essener Stifts darstellte. Heute ist er kein Bach, sondern ein tiefer, offener Kanal.
Weiter in Richtung Haltern liegt der Hof Schulte-Grimberg. Er wird von der Familie Budde bewirtschaftet, die bisher auf dem Hof Schulte-Ising wirtschaftete. An den Hof Schulte-Grimberg erinnert die Grimbergstraße, an den Tymanns Hof die Straße Tiemannsleithe, an den Schulte Brüning Hof die Straße Brüninghofer Weg. Der Hof Schulte-Herveling grenzte an Westfälisch-Leithe, den heutigen Bochumer Stadtteil Leithe. Er wird heute von der Familie Romberg bewirtschaftet.

### Industrialisierung
1897 wurde in Leithe der Schacht IV der Wattenscheider Zeche Centrum abgeteuft. Damals gab es noch 15 Höfe in der Bauerschaft. Als Wohnraum für die Bergleute wurden die Siedlungen Wackenberg, Sulzbachtal, Pleskengarten, Tiemansleithe und Volksgartenweg gebaut. Auf dem früher zum Schacht IV der Zeche Centrum gehörigen Gebiet befindet sich heute das Gewerbegebiet Adlerstraße. Zum Zentrum von Leithe wurde die Gaststätte Max Siepmann. Nach dem Zweiten Weltkrieg wurde in der Gaststätte die erste Apotheke von Leithe eröffnet. Hans Zumbumsch bekam die Betriebserlaubnis am 15. Mai 1956 und führte die Apotheke in der Gaststätte bis Oktober 1958. Dann wurde die Bonifacius Apotheke in der Wendelinstraße 42 eröffnet.

### Selbständigkeit und Eingemeindung
Die Gemeinde Leythe gehörte ab 1815 zur Bürgermeisterei Altenessen. 1906 bildeten die Gemeinden Kray und Leythe eine eigene Bürgermeisterei. Bürgermeister waren vom 1. Oktober 1906 bis zum 1. September 1924 Ludwig Kohlen, und vom 3. März 1926 bis zum 30. September 1929 Jacob Weber. Kray und Leythe wurden 1920 zur vergrößerten Gemeinde Kray zusammengeschlossen. Als Teil von Kray wurde Leythe 1929 ein Teil der Stadt Essen (jetzt mit der Schreibweise Leithe).

### Wappen

Wappen von Leithe

Blasonierung: „In Silber (Weiß) ein mit drei goldenen (gelben) Kugeln belegter roter Schrägbalken.“
Das Wappen wurde von Kurt Schweder entworfen und hatte nie offiziellen Charakter. Ende der 1980er Jahre schuf der Heraldiker für alle Essener Stadtteile Wappen. Sie sind inzwischen von der Essener Bevölkerung gut angenommen worden.
Es ist das Wappen einer der bedeutendsten Essener Adelsfamilien, das der Herren von der Leithe.

## Bevölkerung
Am 31. März 2025 lebten 6.992 Einwohner in Leithe.
Strukturdaten der Bevölkerung in Leithe (Stand: 31. März 2025):
- Bevölkerungsanteil der unter 18-Jährigen: 16,6 % (Essener Durchschnitt: 16,9 %)[6]
- Bevölkerungsanteil der mindestens 65-Jährigen: 22,0 % (Essener Durchschnitt: 21,7 %)[7]
- Ausländeranteil: 19,1 % (Essener Durchschnitt: 20,6 %)[8]

## Leithe heute
Heute befindet sich auf dem Isinger Feld um die Meistersingerstraße die gleichnamige Hochhaus-Siedlung mit etwa 4000 Einwohnern. Im Mai 1968 wurde hier die dreimillionste öffentlich geförderte Sozialwohnung des Landes Nordrhein-Westfalen durch Wohnungsbauminister Hermann Kohlhase eingeweiht. In Leithe befindet sich mit dem Julius-Leber-Haus der Arbeiterwohlfahrt ein Zentrum des Ortes. Außerdem gibt es die Studio-Bühne an der Korumhöhe und den SV Leithe 19/65 an der Wendelinstraße als Sportverein, der im Jahr 2005 aus der Fusion der zwei bis dahin existierenden Vereine SuS Kray-Leithe und Eintracht Leithe entstand. Auch die Kolpingsfamilie ist in Leithe aktiv.
Die Gebäude des Kohlleppl Hofes mussten wegen Bergschäden abgerissen werden. Der Schaepershof an der Rodenseelstraße wird heute von den Ridders bewirtschaftet, die mit einem Hofladen Direktvermarktung betreiben. An den ehemaligen Riddershof in Essen-Kray, der zuletzt nach seiner Besitzerin Beckmannshof genannt wurde, und der der ehemaligen Stadtsparkasse Kray weichen musste, erinnert die Riddershofstraße, an der erst nach dem Zweiten Weltkrieg eine Bebauung entstand. Vorher wurde dieses Gelände für die jährliche Kirmes genutzt.
Der alte Gutshof Schulte-Herveling, 1003 erstmals urkundlich erwähnt, wurde zu Wohnungen umgebaut.
Der Schulte Brüning Hof wurde 1896 vom Heinrich Theodor Schulte Brüning (1858–1942) an den Fabrikanten Wilhelm Munscheid verkauft und trägt seit jener Zeit diesen Namen. Neben dem Brüninghof erwarb er auch die Höfe Klüver und Grahmann. 1912 ging der Gutshof zur Errichtung des Volksgartens, der am 22. Juni 1913 eröffnet wurde, in das Eigentum der Gemeinde Kray über. Das in den Jahren 1850/60 errichtete spätklassizistische Wohnhaus befindet sich heute in der Munscheidtstraße Nr. 17. Das Hauptgebäude ist in der Denkmalliste der Stadt Essen eingetragen und wird seit 1912 als Gastwirtschaftsbetrieb geführt.
Auf dem Gelände der ehemaligen Zeche Centrum 4/6 an der Adlerstraße entstand ein Gewerbegebiet.
Leithe verfügt mit dem VKJ Kita & Familienzentrum Grimbergstraße, dem Kath. Kita & Familienzentrum St. Joseph in der Rudolphstraße und der AWO Kita in der Hochfeldstraße über drei Kindertagesstätten. Mit der Leither Schule an der Korumhöhe besitzt der Stadtteil Leithe eine städtische Gemeinschaftsgrundschule mit einem Abzweig in der Meistersingerstraße.
Der nördliche Teil Leithes (Siedlung an der Grimbergstraße) besitzt einen direkten Anschluss an die Bundesautobahn 40, Anschlussstelle 28 (Gelsenkirchen-Süd).
Im Stadtteil verkehren die Buslinien 144, 146, 170, NE 3 und NE 13.
| Linie | Verlauf | Takt (Mo–Fr)        | Betreiber |
| ----- | --- | ------------------- | --------- |
| 144   | Leithe Grimbergstraße – Kray Nord Bf – Kray Mitte – Kray Süd Bf – Steele (– Überruhr-Hinsel – Lehmanns Brink – Annental – Rellinghausen – Stadtwaldplatz) (nur morgens und mittags)                                                   | 30 min 20 min (HVZ) | Ruhrbahn  |
| 146   | Essen Hbf – Huttrop Feldhaushof – Frillendorfer Platz – Kray Mitte – Kray Nord Bf – Kray Mitte – Kray Süd Bf – Isinger Feld – Leithe Wackenberg                                                                                       | 20 min              | Ruhrbahn  |
| 170   | Borbeck Bf – Borbeck Germaniaplatz – Bergeborbeck – Vogelheim – Altenessen Mitte – Katernberger Markt – Zollverein Nord Bf – Schonnebeck – Zeche Bonifacius – Kray Nord Bf – Kray Mitte – Leithe – Freisenbruch – Steele Ost – Steele | 20 min 10 min (HVZ) | Ruhrbahn  |
| NE3   | Essen Hbf – Frillendorf Hubertstraße – Zeche Bonifacius → Kray Nord Bf → Kray Mitte → Kray Süd Bf → Rodenseelbrücke | 60 min              | Ruhrbahn  |
| NE13  | Gelsenkirchen Hbf – Ückendorf – BO-Wattenscheid, August-Bebel-Platz – Bochum-Leithe – Essen-Leithe – Essen-Kray – GE-Rotthausen – Gelsenkirchen Hbf                                                                                   | 60 min              | Bogestra  |